# Jules Favre
Jules Gabriel Claude Favre (Lione, 21 marzo 1809 – Versailles, 19 gennaio 1880) è stato un politico francese.
Fu un oppositore del secondo impero di Napoleone III e tra i negoziatori del trattato di Francoforte che pose fine alla guerra franco-prussiana.

## Biografia
Repubblicano sin dalla rivoluzione del 1830, divenuto avvocato, difese i rivoltosi di Lione nel 1834 e Felice Orsini nel 1858 che aveva attentato alla vita dell'imperatore Napoleone III. Fu giornalista e scrittore politico, e nel 1848, deputato, fu nominato segretario generale all'Interno e, per alcuni mesi, sottosegretario agli Esteri.
Appoggiò la sanguinosa repressione, condotta dal generale Cavaignac, della rivolta parigina di giugno ed emanò il decreto di deportazione di migliaia di operai in Algeria. Fu favorevole a tutte «le leggi vergognose allora presentate per conculcare il diritto di riunione, di associazione e di libertà di stampa», e alla spedizione delle truppe francesi contro la Repubblica romana.
Nel 1851 tentò di realizzare la resistenza armata dei parigini al colpo di Stato del 2 dicembre 1851 messo in atto da un esponente della famiglia Bonaparte, Luigi Napoleone, che si attribuì, attraverso un plebiscito, il potere presidenziale per 10 anni e successivamente otterrà il titolo di imperatore dei francesi. Dopo tale evento rimase lontano dalla vita politica francese fino al 1858, quando comincerà la propria attività di protesta contro il potere di Napoleone ed entrerà a far parte del gruppo dell'opposizione liberale dei Cinque assieme ad Émile Ollivier e Ernest Picard.
Con il crollo del secondo impero bonapartista (4 settembre 1870), divenne ministro degli Esteri e vicepresidente del governo di difesa nazionale, sorto all'indomani della disfatta di Sedan, presieduto da Louis-Jules Trochu. In una circolare del 6 settembre da neo ministro dell'appena costituita terza repubblica sostenne che «non un pollice del nostro suolo, non una pietra delle nostre fortezze» dovevano passare al nemico, decidendo in questo modo per il prosieguo della guerra contro la Prussia. In realtà, come gli altri membri del governo, cercò di concludere al più presto la pace e alla mezzanotte del 27 gennaio 1871 Favre accettò i termini di resa della capitale parigina (assediata da settembre) avanzati dal primo ministro Otto von Bismarck.
Eletto deputato all'Assemblea Nazionale in sei circoscrizioni diverse, nel febbraio 1871 fu inviato da Adolphe Thiers a concludere la pace definitiva con i tedeschi e successivamente guidò con Thiers la repressione della Comune di Parigi. Fu definito da Karl Marx un «noto furfante» per essersi fatto una fortuna fabbricando falsi documenti, allo scopo di attribuirsi, a nome dei figli avuti in una relazione adulterina, l'eredità spettante ai figli legittimi del marito della sua amante. Lo scandalo fu denunciato da Jean-Baptiste Millière, deputato e comunardo, che fu fucilato - secondo Marx per ordine espresso di Favre - durante la Settimana di sangue.
Si ritirò dal ministero, screditato, nel mese di agosto dello stesso anno e in seguito passò al Senato nel 1876.